# Sequencer (Fast)
Sequencer is het tweede studioalbum van Larry Fast in de hoedanigheid van Synergy. Het album werd opgenomen in zijn eigen Synergy Studio en in House of Music in West Orange (New Jersey). Fast kreeg het nog steeds voor elkaar om een muziekalbum vol te spelen met alleen synthesizers en vermeldde daarom "No guitars". Dat is wellicht een knipoog naar de band Queen, die op hun eerste albums steeds vermeldde "No synthesizers".
Op het album staat een drietal covers. Classical Gas is oorspronkelijk een compositie van Mason Williams, Icarus is een compositie van Ralph Towner van onder meer Oregon, en Largo is een bewerking van Antonín Dvořáks negende symfonie. Dvořák wordt overigens niet genoemd.
In elf weken tijd behaalde het de 144e plaats in de Billboard 200.

## Musici
- Larry Fast – synthesizers, elektronica

## Tracklist
| Nr. | Titel         | Duur |
| --- | ------------- | ---- |
| 1.  | S-Scape       | 5:48 |
| 2.  | Chateau       | 4:16 |
| 3.  | Cybersports   | 4:38 |
| 4.  | Classical Gas | 3:01 |

| Nr. | Titel                                 | Duur  |
| --- | ------------------------------------- | ----- |
| 5.  | Paradox: A. Largo, New World Symphony | 3:48  |
| 6.  | Paradox: B. Icarus                    | 3:16  |
| 7.  | Sequence 14                           | 11:17 |